# 말뚝버섯목
말뚝버섯목(학명: Phallales 팔랄레스[*])은 주름버섯강의 목이다.

## 하위 분류
- 말뚝버섯과 Phallaceae
- Claustulaceae